# Cayuga (Indiana)
Cayuga és una població dels Estats Units a l'estat d'Indiana. Segons el cens del 2000 tenia 1.109 habitants.

## Demografia
Segons el cens del 2000, Cayuga tenia 1.109 habitants, 466 habitatges, i 313 famílies. La densitat de població era de 428,2 habitants per km².
Dels 466 habitatges en un 29,6% hi vivien nens de menys de 18 anys, en un 53,9% hi vivien parelles casades, en un 8,8% dones solteres, i en un 32,8% no eren unitats familiars. En el 30,3% dels habitatges hi vivien persones soles el 19,1% de les quals corresponia a persones de 65 anys o més que vivien soles. El nombre mitjà de persones vivint en cada habitatge era de 2,38 i el nombre mitjà de persones que vivien en cada família era de 2,93.
Per edats la població es repartia de la següent manera: un 24,1% tenia menys de 18 anys, un 9,5% entre 18 i 24, un 25,5% entre 25 i 44, un 24,4% de 45 a 60 i un 16,5% 65 anys o més.
L'edat mediana era de 38 anys. Per cada 100 dones de 18 o més anys hi havia 88,8 homes.
La renda mediana per habitatge era de 31.053 $ i la renda mediana per família de 40.536 $. Els homes tenien una renda mediana de 30.179 $ mentre que les dones 19.583 $. La renda per capita de la població era de 16.042 $. Entorn del 8,5% de les famílies i el 9,9% de la població estaven per davall del llindar de pobresa.

## Poblacions properes
El següent diagrama mostra les poblacions més properes.